# Paweł Sobek
Paweł Szczepan Sobek (Bytom, 1929. december 23. – Perth, Ausztrália, 2015. szeptember 14.) lengyel labdarúgó.

## Pályafutása

### Klubcsapatban
1945–1950 között valamint 1951–1964 között a Szombierki Bytom játékosa volt. 1951-ben a Górnik Radlin szerződtette. 1965-ben Ausztráliába költözött, ahol a Cracovia játékosa lett. Miután nyugdíjba vonult, bekerült a Nyugat-Ausztráliai labdarúgók halhatatlanjai közé.

### A válogatottban
1952–1953 között öt alkalommal képviselte Lengyelországot, amelyek között az 1952-es olimpiai labdarúgó torna is benne volt.

## Fordítás
- Ez a szócikk részben vagy egészben  a   Paweł Sobek című angol Wikipédia-szócikk ezen változatának fordításán alapul.  Az eredeti cikk szerkesztőit annak laptörténete sorolja fel. Ez a jelzés csupán a megfogalmazás eredetét és a szerzői jogokat jelzi, nem szolgál a cikkben szereplő információk forrásmegjelöléseként.